# Кинематограф Мадагаскара
Кинематограф Мадагаскара — киноискусство республики Мадагаскар.

## История

### Появление первых малагасийских фильмов (1937—1960)
Впервые кинематограф был представлен в 1896 году французскими колонизаторами в единственном кинотеатре страны в Антананариву. В последующие годы открылись другие «комнаты с экранами», дистрибуцией занимались итальянские предприниматели, а к 1930 году кино стало доступно во многих районах страны. В 1937 году режиссёр Филипп Раберудзу снял документальный фильм «Мученица Расалама» (малаг. Rasalama Maritiora), считающийся первым национальным фильмом и рассказывающий о протестантской мученице.
В 1950-е годы появились первые художественные фильмы: «Итуерам-булафуци» (малаг. Itoeram-bolafotsy), «Бигорн, капрал Франции» (фр. La Bigorne) совместно с Францией.

### Распространение иностранных фильмов (1960—1975)
С обретением независимости в 1960 году, кино Мадагаскара находилось под влиянием материковой Африки. В результате политических перемен в 1972 году на Мадагаскаре показывали советское и восточноевропейское кино, а также итальянские спагетти-вестерны. К тому же в 1975 году все кинотеатры были национализированы. В течение этого периода появились такие значимые фильмы как «Авария» (фр. L’Accident, 1972) режиссёра Бенуа Рамампи (малаг. Benoit Ramampy), «Возвращение» (1973) режиссёра Игнасе Рандрасана Сулу (малаг. Ignace Randrasana Solo) и «По усмотрению» (малаг. Asakasaka) режиссёра Жюстина Лимби Махараву (малаг. Justin Limby Maharavo).

### Развитие национального кинематографа (1975—2000)
Несмотря на то, что все кинотеатры закрылись к 1980 году, фильм «Волнения» (малаг. Tabataba, 1988) режиссёра Раймона Радзаунаривелу (фр. Raymond Rajaonarivelo) был представлен на фестивале в Карфагене и Каннах.
От полного государственного контроля кинематограф избавился в 1990 году.
Большую часть ко-продукции до сегодняшнего дня составляют фильмы о флоре и фауне острова. Культура и мифология Мадагаскара отражена в совместном с Францией фильме — «Рассказы из Мадагаскара» (малаг. Angano... Angano..., 1989).
Наиболее значительным режиссёром игрового кино является Раймон Радзаунаривелу, который смог представить ещё один свой фильм «Когда звёзды встречают море» (фр. Quand les étoiles rencontrent la mer) на фестивале в Каннах.

### Оживление (2000-е)
В 2000-е отмечается оживление малагасийского кинематографа, помощь которому оказывает государство. По примеру французского Национального Центра Кинематографии (CNC) создается Фонд поддержки малагасийского кинематографа (Le fonds de soutien malgache au développement cinématographique national).
В стране проходят первые кинофестивали: в 2000 году ― фестиваль документального кино, в 2006-м ― шестой Международный Фестиваль островного фильма. Успехом пользовались ленты: «Дороги жизни» (Vakivakim-piainana, 2006) и «Пираты» (Piraty) режиссёров Ж. Разафиндракуту и М. Разафимандимби.